# اندیس چشمه پهن
چشمه پهن یک اندیس مصالح ساختمانی است که در حوالی شهر جیان استان فارس قرار دارد و مادهٔ معدنی موجود در آن، مرمریت است.